# بیمینی، باهاما
بیمینی (به انگلیسی: Bimini)  یک شهرستان در باهاما است.